# Ярилово (Вологодская область)
Ярилово — деревня в Вологодском районе Вологодской области.
Входит в состав Подлесного сельского поселения, с точки зрения административно-территориального деления — в Подлесный сельсовет.
Расстояние по автодороге до районного центра Вологды — 20 км, до центра муниципального образования Огарково — 7 км. Ближайшие населённые пункты — Бабиково, Андреевское, Волково, Козино.
По переписи 2002 года население — 6 человек.